# Émilie Bigottini

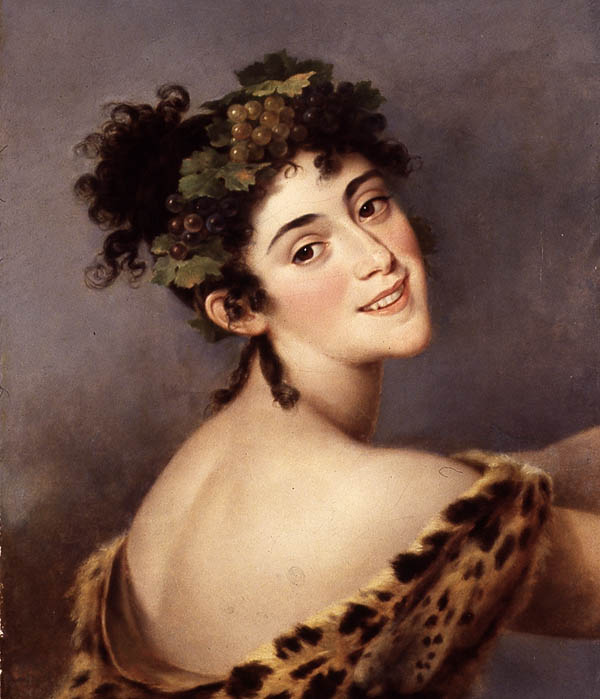
Émilie Bigottini, um 1815

Émilie Bigottini (* 16. April 1784 in Toulouse; † 28. April 1858 in Paris) war eine französische Tänzerin.

## Leben

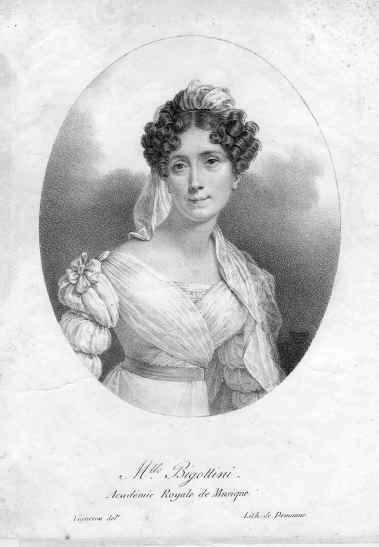
Émilie Bigottini. Gravur von Damanne nach einem Porträt von Vigneron, um 1810

Die Tochter von François Bigottini, einem berühmten Harlekin der Pariser Comédie-Italienne, trat im Alter von 17 Jahren in die Pariser Oper ein und beherrschte die Truppe des Ballet de l’Opéra de Paris unter dem Konsulat, dem Empire und der Restauration über einen Zeitraum von mehr als zwei Jahrzehnten, bis sie sich im Jahr 1823 zur Ruhe setzte.
Trotz der unzähligen ihr nachgesagten Liebschaften blieb sie von dem Ruf der Unmoral, der den meisten der Balletttänzerinnen damals anhaftete, verschont. In künstlerischer Hinsicht galt sie als Vorbild des „bon goût“. Sie war geschmeidig und präzise, glänzte in der Pantomime und bestach in den Balletten von Louis Milon.
Kaiser Napoleon I. war einer ihrer glühendsten Verehrer.